# Ernst Christopher von Gohr
Ernst Christopher von Gohr (* vor 1673; † 1718) war ein polnischer Kammerherr und Generalmajor.
Er war ein Angehöriger des kurländischen Adelsgeschlechts von Gohr. Seine Eltern waren der kurländische Guts- und Pfandherr sowie polnische Kapitän Wilhelm von Gohr († vor 1669) und Anna Dorothea von Wrangel († nach 1677). 
Ernst Christopher von Gohr wurde ab dem Jahr 1673 urkundlich genannt. 
Er war Erbherr auf Kurmahlen, Groß Sahlingen mit Allaschen und Barutzen, alle im Kreis Goldingen, auf Dannhof im Kreis Bauske, bis 1687 auch auf Krohnen und Almahlen sowie auf Kosacken, Kreis Insterburg. Darüber hinaus war er im Pfandbesitz von Neugut, Kreis Bauske und Setzen, Kreis Friedrichsburg. 
Gohr war Amtmann in Windau. Er war polnischer Kammerherr und Generalmajor.
Aus seiner Ehe, vermutlich mit Anna Dorothea, geb. von Koskull († nach 1692), ging eine Tochter, Maria Dorothea, hervor, die mit dem polnischen Leutnant Johann Magnus von Lysander vermählt war.